# Paul und Napoleon

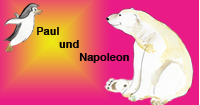
Paul und Napoleon

Paul und Napoleon ist eine Buchreihe über den Pinguin Paul und den Eisbären Napoleon, die im Zoo der „kleinen Stadt am Meer“ leben. Sie erleben verschiedene Abenteuer und erklären dabei wissenschaftliche Fragestellungen rund um den Klimawandel mit einfachen Worten. Die Geschichten beziehen reale Gegebenheiten mit ein.

## Geschichte
Die Autoren Fernando Valero und Anna Wegner sind Mitarbeiter der Arbeitsgruppe Glaziologie des Alfred-Wegener-Instituts, die im Jahr 2007 unter der Leitung von Heinrich Miller mit dem von der Deutschen Forschungsgemeinschaft ausgeschriebenen „Communicator-Preis – Wissenschaftspreis des Stifterverbandes“ ausgezeichnet wurde.
2009 erschien das erste Buch Paul und Napoleon – Ein Pinguin am Nordpol, 2010 folgte Paul und Napoleon – Um die Welt in einer Nacht mit einem Grußwort der damaligen Bundesbildungsministerin Annette Schavan. Im Dezember 2017 erschien das dritte Buch Paul und Napoleon – Eine Zeitreise mit dem Klabautermann.

## Inhalt

### Ein Pinguin am Nordpol
Napoleon ist ein Eisbär und träumt immer davon, seine Heimat und die Plätze zu besuchen, die seine Mutter ihm als Kind beschrieben hatte. Paul, der neugierige Pinguin, lauscht gerne, wenn sich die Zoobesucher unterhalten. Dabei erfährt er, dass Wissenschaftler eine Expedition vorbereiten – mit einem Schiff in die Arktis. Paul will mehr über die Arktis erfahren und verbündet sich mit Napoleon. So beschließen die beiden Tiere auszubrechen und begeben sich auf eine spannende Reise in die Arktis.

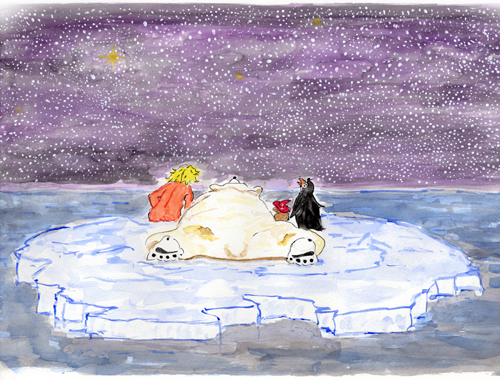
Paul und Napoleon – Um die Welt in einer Nacht

### Um die Welt in einer Nacht
„Wenn wir fliegen könnten, so wie ein Vogel, könnten wir uns die ganze Welt anschauen. Dann könnte ich sehen, welche Veränderungen des Klimas an verschiedenen Orten der Welt stattfinden.“ Davon träumt der achtjährige Klaus, der auch in der kleinen Stadt am Meer lebt. Am nächsten Tag muss Klaus ein Referat über den Klimawandel in der Schule halten. Das Fliegen kann er so schnell nicht erlernen, aber plötzlich taucht die Zaubermaus Lilli auf, die behauptet in einer Nacht um die Welt reisen zu können. Und so machen sich die vier ungleichen Gefährten Klaus, Paul, der Pinguin, Napoleon, der Eisbär und Lilli auf den Weg, um mehr über das Klima zu erfahren. Auf ihrer spannenden Reise treffen sie viele Tiere, die unter dem Klimawandel leiden. Sie haben nur zehn Stunden Zeit, sonst müssen sie für immer dort bleiben, wo sie gerade sind.

### Eine Zeitreise mit dem Klabautermann
In einem Baumstamm, der als Spielzeug ins Gehege von Napoleon gebracht wird, lebt schon seit hunderten Jahren der Klabautermann Kolja. Zur gleichen Zeit findet eine große Klimakonferenz mit Vertretern aller Länder in der kleinen Stadt am Meer statt. Klaus möchte die Teilnehmer der Klimakonferenz unbedingt überzeugen, wie ernst der Klimawandel ist.
Kolja ist schon 935 Jahre alt und hat schon viele extreme Klimaereignisse selbst miterlebt und hat selbst beobachtet, dass die Menschen daraus nicht lernen und sich nicht darauf vorbereiten. Kolja bezweifelt, dass die Menschen es diesmal schaffen Strategien zu entwickeln wie sie mit den Klimaveränderungen umgehen können. Kolja möchte, dass Klaus versteht, was er meint und entscheidet sich, ihm zu zeigen, was er erlebt hat. Und so und so begeben sich die drei Freunde zusammen mit Kolja auch eine Reise in die Vergangenheit.

## Rezeption
Das Buch wurde von Lilo Berg, Leitender Redakteurin der Berliner Zeitung, im Literatur Magazin, der Beilage für die Frankfurter Buchmesse in Berliner Zeitung, Kölner Stadtanzeiger und Frankfurter Rundschau rezensiert. Berg schrieb: „Was die Autoren dieses Buchs für Grundschulkinder in den Mund legen, ist bestes Expertenwissen: Fernando Valero und Anna Wegner arbeiten nämlich in der Polarforschung, am Alfred-Wegener-Institut (AWI) in Bremerhaven. Von Valero stammen auch die vielen bunten Illustrationen.“
Durch eine Klasse des Lloyd-Gymnasiums Bremerhaven wurde Ein Pinguin am Nordpol zum Theaterstück umgeschrieben. Es wurde nicht nur in den Aula des Lloyd-Gymnasiums aufgeführt, sondern auch auf der Bühne des Theaters Thea-Theo und auf der Bühne des Historischen Museums Bremerhaven.

## Buchausgaben
Die Buchausgaben wurden selbst von Fernando Valero illustriert (Altersangabe ab 6 Jahre):
- Paul und Napoleon – Ein Pinguin am Nordpol, ISBN 978-3-86509-932-7.
- Paul und Napoleon – Um die Welt in einer Nacht, ISBN 978-3-86918-021-2.
- Paul und Napoleon – Eine Zeitreise mit dem Klabautermann, ISBN 978-3-9819297-0-6.